# PCT
PCT ([pẹcẹté] ali [pəcətə̀]) je kratica, ki se je začela uporabljati v Sloveniji v času epidemije covida-19 in označuje pogoj, da je kdo bolezen COVID-19 prebolel (»prebolevnost«), bil proti njej cepljen (»cepljenost«) ali na testiranju na prisotnost povzročitelja negativen (»testiranje«). Pogoje PCT je v Sloveniji je vlada določala z odloki in so bili osnova za dostopanje do nekaterih storitev ter javnih prostorov v času epidemije covida-19. Poleg ustreznega potrdila izpolnjevanja pogoja PCT je bilo treba predložiti veljavni osebni dokument.

## Izpolnjevanje pogoja PCT
Vlada je uradne zahteve za izponjevanje pogoja PCT večkrat spremenila; z odlokom z veljavnostjo 8. novembra 2021 pa je veljalo:
- pogoj P (prebolevnost):
  - z dokazilom o pozitivnem rezultatu testa PCR, ki je starejši od deset dni (razen če zdravnik presodi drugače), vendar ni starejši od 180 dni;
- pogoj C (cepljenje):
  - z dokazilom o cepljenju zoper covid-19, ki izkazuje, da je oseba prejela:
    - drugi odmerek cepiva Comirnaty proizvajalca Biontech/Pfizer, cepiva Spikevax proizvajalca Moderna, cepiva Sputnik V proizvajalca Russia’s Gamaleya National Centre of Epidemiology and Microbiology, cepiva CoronaVac proizvajalca Sinovac Biotech, cepiva COVID-19 Vaccine proizvajalca Sinopharm, cepiva Vaxzevria proizvajalca AstraZeneca ali cepiva Covishield proizvajalca Serum Institute of India/AstraZeneca oziroma kombinacijo dveh omenjenih cepiv (dokazilo se pridobi takoj po prejetem drugem odmerku oziroma v primeru hkratnega dokazila o prebolevnosti po prejetem prvem odmerku);
    - edini odmerek cepiva COVID-19 Vaccine Janssen proizvajalca Johnson in Johnson/Janssen-Cilag (dokazilo se pridobi z dnem cepljenja).
- pogoj T (testiranje):
  - z dokazilom o negativnem rezultatu testa PCR, ki ni starejši od 72 ur od odvzema brisa, ali hitrega antigenskega testa (HAG), ki ni starejši od 48 ur od odvzema brisa.[6]

Oseba so lahko izpolnjevanje pogoja PCT izkazale tudi z:
- digitalnim evropskim kovidnim potrdilom (v digitalni ali papirnati obliki), opremljenim s kodo QR;
- digitalnim kovidnim potrdilom tretje države v digitalni ali papirnati obliki, opremljenim s kodo QR, ki vsebuje vsaj enake podatke kot evropsko kovidno potrdilo in ga je pristojni zdravstveni organ tretje države izdal v angleškem jeziku.

## Obseg potrebnega izpolnjevanja pogoja PCT
Po odloku z veljavnostjo od 8. novembra 2021 so morali pogoj PCT izpolnjevati:
- v času opravljanja dela vsi delavci in osebe, ki na kakršnikoli drugi pravni podlagi opravljajo delo pri delodajalcu, ali samostojno opravljajo dejavnost; v času opravljanja dela na domu izpolnjevanje PCT pogoja ni potrebno;
- vse osebe, ki so uporabniki storitev ali udeleženi oziroma prisotni pri izvajanju dejavnosti ali v okoljih, kjer se dejavnosti izvajajo. Izjeme so:
  - osebe, mlajše od 12 let,
  - uporabniki storitev dostave blaga ali prevzema poštnih pošiljk,
  - osebe, ki opravljajo naloge v sektorju mednarodnega prevoza in Republiko Slovenijo zapustijo v 12 urah po prehodu meje,
  - osebe, ki opravljajo oskrbo na bencinskih servisih,
  - kupci na bencinskih servisih, ki gorivo plačajo na zunanjih površinah bencinskih servisov,
  - pri nujni oskrbi z osnovnimi življenjskimi izdelki in potrebščinami (v prodajalnah, ki v pretežni meri prodajajo živila in pijačo, lekarnah, optikah ipd.).

## Preverjanje pogoja PCT in varovanje osebnih podatkov
Po uvedbi pogoja PCT so se v javnosti pojavila vprašanja o ustreznosti vpogledovanja v osebne podatke. Več vprašanj je prejel tudi Informacijski pooblaščenec, ki je sporočil, da lahko delodajalec ali ponudnik storitve v dokazila (in v povezavi s tem v osebni dokument) glede izpolnjevanja pogojev PCT vpogleda, ne sme pa jih hraniti.

## Opustitev pogoja PCT
Zaradi izboljšanja epidemičnega stanja in značilnosti različice SARS-CoV-2 omikron je vlada na pobudo stroke z 21. februarjem 2022 opustila zahtevo za izpolnjevanje pogoja PCT, razen za zdravstvo, socialno varstvo in zapore.

## Neustavnost odlokov
Maja 2022 je Ustavno sodišče na pobudo Informacijskega pooblaščenca presodilo ustavnost in zakonitost odlokov, s katerimi je vlada uveljavljala izpolnjevanje pogoja PCT. Sodišče je odločilo, da so odloki neustavni, in sicer so v nasprotju z 38. členom Ustave Republike Slovenije. Sodišče je pritrdilo Informacijskemu pooblaščencu, da vsaka obdelava osebnih podatkov pomeni poseg v z ustavo zagotovljeno človekovo pravico do varstva osebnih podatkov in mora biti določena v zakonu. Posledično je veljavna odloka sodišče razveljavilo, vendar ker bi takojšnja razveljavitev onemogočila vladi kot izvršilni veji oblasti, da izpolnjuje svoje ustavne obveznosti varovanja zdravja in življenja ljudi, začne razveljavitev učinkovati leto dni po objavi odločbe.